# سد عتود تهامة
سد عتود تهامة هو سد خرساني في المملكة العربية السعودية افتتح في عام 2008 م (1429هـ) ويقع في محافظة أبها التابعة لمنطقة عسير

## الخصائص
أنشئ سد عتود تهامة سنة 1429 هــ من أجل استعاضة مياه الآبار الجوفية وتوفير مياه الشرب لسكان المنطقة والاستفادة من موارد المياه في المستجمع المائي، حاجزه من النوع الخرساني الثقلي، يبلغ وبلغ عرض قمته 6 أمتار بطول 237 مترًا وارتفاع 37 مترًا وبسعة تخزينية تفوق 10 ملايين متر مكعب.

## المشروع
ويهدف مشروع تطوير مصادر المياه في وادي عتود، والتي انتهت الأشغال في سنة 2008 بتكلفة 48 مليون ريال، إلى توفير مياه الشرب لمدينتي أبها ومحافظة خميس مشيط والضواحي المحيطة.